# Departamento de Tumbes
Tumbes es uno de los veinticuatro departamentos que, junto a la Provincia Constitucional del Callao, forman la República del Perú. Su capital y ciudad más poblada es la homónima Tumbes. Se ubica en el extremo noroeste del país, y limita por el oeste y por el norte con el golfo de Guayaquil (océano Pacífico), por el este con Ecuador, y por el sur con el departamento de Piura. Es el departamento menos extenso del país con 4669 km².
El departamento comprende la estrecha planicie costera en el Oeste y los cerros de Amotape en el Norte, dominados por el bosque seco ecuatorial, los manglares del golfo de Guayaquil y los bosques tropicales del Norte. Por su clima tropical y variedad de ambientes, posee atractivos turísticos como las playas de Punta Sal, Puerto Pizarro y Zorritos, así como las áreas protegidas del santuario nacional Manglares de Tumbes, el parque nacional Cerros de Amotape y la reserva nacional de Tumbes que conforman la reserva de biósfera del Noroeste Amotape-Manglares.

## Historia

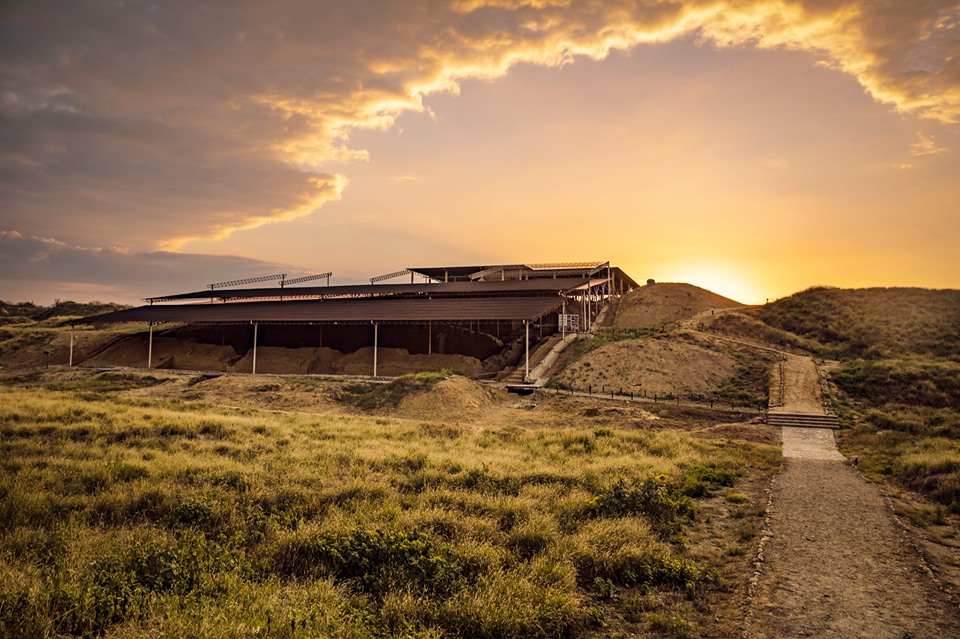
Sitio arqueológico de Cabeza de Vaca

El lugar donde hoy se sitúa la región de Tumbes, en tiempos preincaicos estuvo habitado por grandes etnias de agricultores, cazadores y comerciantes. Entre estos grupos humanos, destacó la cultura tumpis. Sus pobladores llegaron a ser los navegantes más consumados de la costa peruana. Además, sobresalieron por sus trabajos de tallado de valvas de moluscos (de la especie Spondyllus pictorum).
Posteriormente, la zona estuvo incorporada al Señorío del Gran Chimú. Durante el incanato, y especialmente en el gobierno del inca Pachacútec, los cusqueños extendieron sus dominios hasta Tumbes. En 1532 llegaron al Perú, a través del puerto la Leña, los primeros españoles al mando de Francisco Pizarro.
En tierras tumbesinas se dio el primer encuentro entre la cultura occidental y el Imperio inca, marcado por una férrea resistencia por parte de los indígenas en el combate de los Manglares. Antes de partir, Pizarro colocó una cruz, símbolo de la cristiandad, en la playa que hoy conocemos como La Cruz.
La independencia de Tumbes fue proclamada el 7 de enero de 1821. El espíritu combativo y patriota de los tumbesinos quedó patente, una vez más, durante el conflicto contra Ecuador en la llamada guerra peruano-ecuatoriana de 1941.
La Provincia Litoral de Tumbes, creada en 1901, fue elevada en 1942 a la categoría de departamento, segregándose de Piura, como reconocimiento a su apoyo a las fuerzas armadas peruanas frente a los ecuatorianos. Luego de la batalla de Zarumilla (julio de 1941) el conflicto fue resuelto con la firma del Acta de Talara, antecesora del Protocolo de Río de Janeiro que puso fin a la guerra.

## Geografía

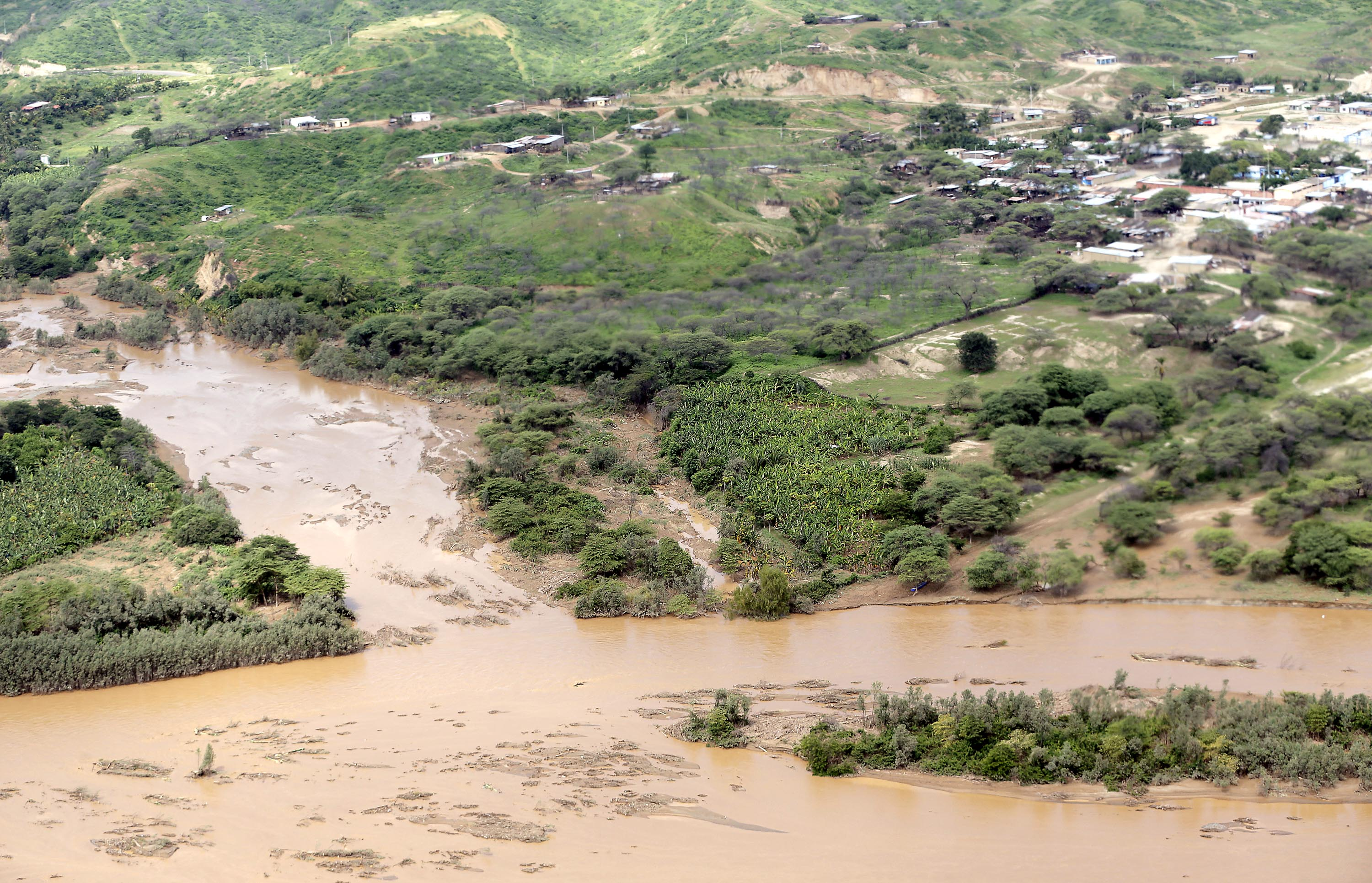

El extremo norte, centro y lado este de la región existe el último legado del tupido y lluvioso bosque tropical del Pacífico en el Perú, que en épocas pasadas se extendió hasta Lambayeque. Esta zona se caracteriza por poseer altas temperaturas y una humedad alta durante todo el año. La temperatura promedio es de 27 °C, donde existe una cadena de manglares que se extiende desde Zarumilla hasta el distrito La Cruz, cerca de Zorritos. Esta zona fue llamada también Caleta de La Cruz, donde Francisco Pizarro colocó la primera cruz cristiana en la costa del Pacífico con miras a la conquista del territorio actualmente peruano.

Mapa físico de Tumbes.

Tiene un clima de sabana tropical o también conocida para los científicos como bosque seco ecuatorial. Esta zona se extiende desde lo que se conoce como el interior del golfo de Guayaquil, pasa por la región ecuatoriana de El Oro, y en Perú; se extiende por Tumbes, Piura y se entierra en toda la zona este de la yunga de Lambayeque y también el extremo norte del departamento de La Libertad. En estos las precipitaciones son menores puesto que ocurren solo durante los meses de verano (diciembre a abril).  En esta zona aunque posee temperaturas promedios ligeramente menores durante el invierno.
En el litoral de la región se encuentra la bahía de Tumbes, así como la presencia de varias islas entre las más importantes se tiene: isla Matapalo, isla Correa e isla Roncal.

## Clima

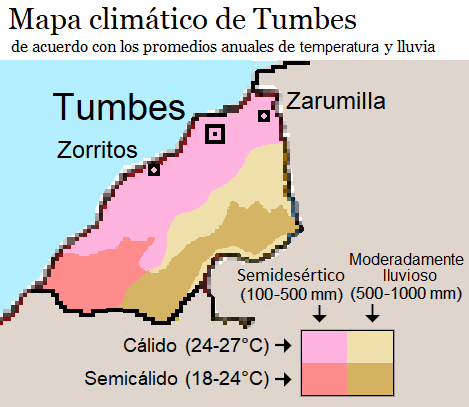

Panorámica de la ciudad de Pampas de Hospital a inicios de enero, a partir de este mes en la región empieza a registrar un aumento de la temperatura y la precipitación.

El clima de la región de Tumbes es cálido, semiseco tropical y húmedo tropical, con una temperatura promedio de 25,3 °C. La temperatura máxima en verano es de 40 °C en (mayor a esta si el evento El Niño está presente) y mínima de 20 °C en las noches de los meses de invierno. La temperatura raramente baja durante el día de los 26 °C. En los meses de primavera y otoño la temperatura oscila entre los 30 °C y 21 °C.

## División administrativa

Mapa conceptual del departamento de Tumbes

El departamento de Tumbes tiene una superficie total de 4669.20 km² y una población de 240 590 habitantes, se divide en tres provincias y 13 distritos:
| Organización territorial de Tumbes | Organización territorial de Tumbes | Organización territorial de Tumbes | Organización territorial de Tumbes | Organización territorial de Tumbes | Organización territorial de Tumbes | Organización territorial de Tumbes | Organización territorial de Tumbes |
| Ubigeo                             | Provincia                          | Capital                            | Superficie km²                     | Población (2016)                   | Creación                           | Altitud m s. n. m.                 | Distritos                          |
| ---------------------------------- | ---------------------------------- | ---------------------------------- | ---------------------------------- | ---------------------------------- | ---------------------------------- | ---------------------------------- | ---------------------------------- |
| 2401                               | Tumbes                             | Tumbes                             | 1800.35                            | 166 150                            | 1821                               | 23                                 | 1 Tumbes                           |
| 2401                               | Tumbes                             | Tumbes                             | 1800.35                            | 166 150                            | 1821                               | 23                                 | 2 Corrales                         |
| 2401                               | Tumbes                             | Tumbes                             | 1800.35                            | 166 150                            | 1821                               | 23                                 | 3 La Cruz                          |
| 2401                               | Tumbes                             | Tumbes                             | 1800.35                            | 166 150                            | 1821                               | 23                                 | 4 Pampas de Hospital               |
| 2401                               | Tumbes                             | Tumbes                             | 1800.35                            | 166 150                            | 1821                               | 23                                 | 5 San Jacinto                      |
| 2401                               | Tumbes                             | Tumbes                             | 1800.35                            | 166 150                            | 1821                               | 23                                 | 6 San Juan de la Virgen            |
| 2402                               | Zarumilla                          | Zarumilla                          | 745.13                             | 20 128                             | 1942                               | 5                                  | 1 Zarumilla                        |
| 2402                               | Zarumilla                          | Zarumilla                          | 745.13                             | 20 128                             | 1942                               | 5                                  | 2 Aguas Verdes                     |
| 2402                               | Zarumilla                          | Zarumilla                          | 745.13                             | 20 128                             | 1942                               | 5                                  | 3 Papayal                          |
| 2402                               | Zarumilla                          | Zarumilla                          | 745.13                             | 20 128                             | 1942                               | 5                                  | 4 Matapalo                         |
| 2403                               | Contralmirante Villar              | Zorritos                           | 2123.20                            | 54 312                             | 1942                               | 14                                 | 1 Zorritos                         |
| 2403                               | Contralmirante Villar              | Zorritos                           | 2123.20                            | 54 312                             | 1942                               | 14                                 | 2 Casitas                          |
| 2403                               | Contralmirante Villar              | Zorritos                           | 2123.20                            | 54 312                             | 1942                               | 14                                 | 3 Canoas de Punta Sal              |

## Demografía

### Ciudades más pobladas
A continuación una tabla con las principales ciudades del departamento de Tumbes:
*Puerto Pizarro y **Villa San Isidro no son capitales distritales, En el caso del primer centro poblado, el Congreso planifica la creación de un distrito con dicho nombre.

## Economía

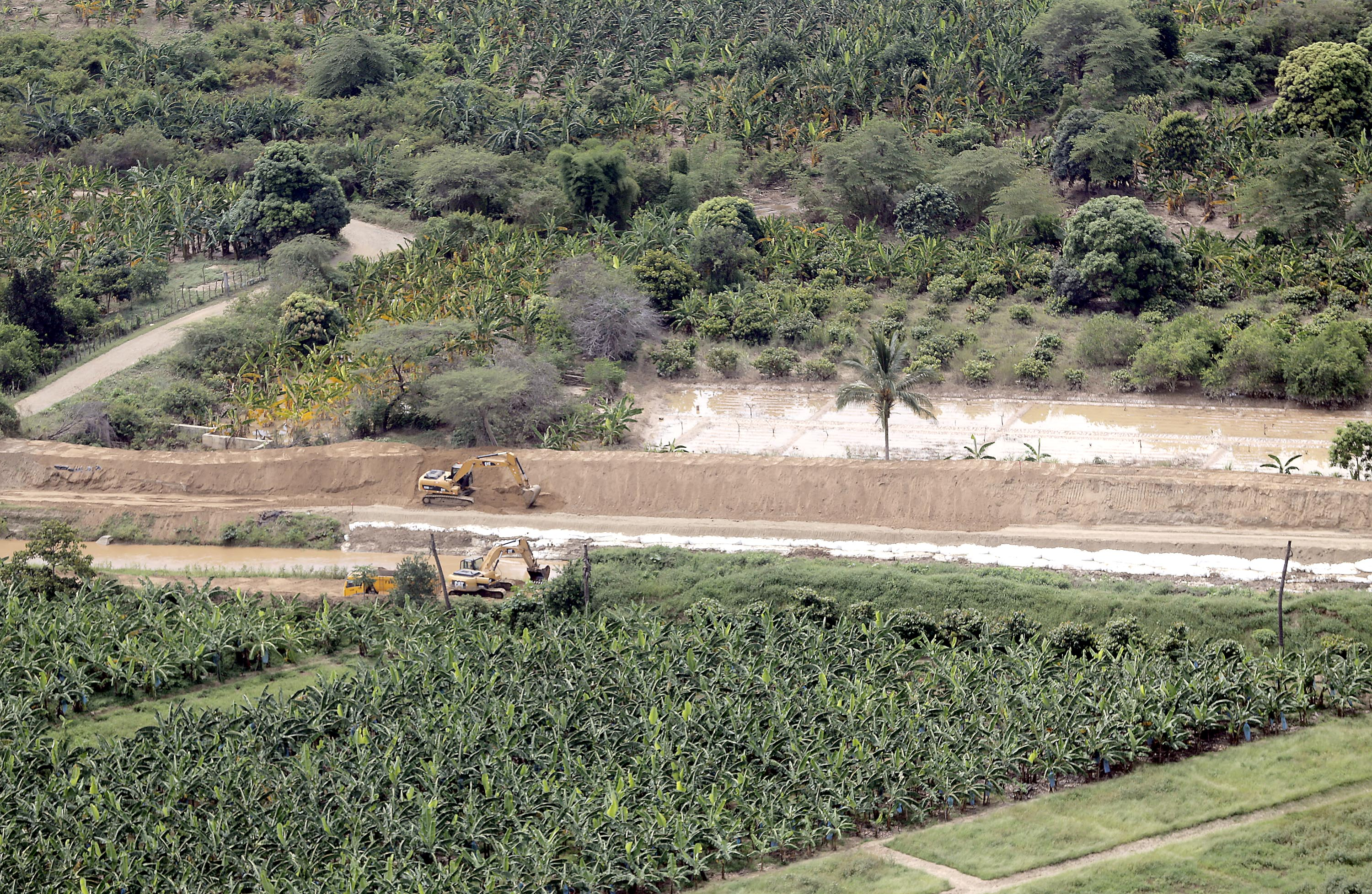

Tumbes posee una estructura productiva de tipo primario-exportador, basada en una agricultura intensiva que aprovecha todas las tierras húmedas o de regadío. El cultivo principal y el que proporciona una rentabilidad más elevada es el maíz. También se encuentran muy extendidos el tabaco, arroz, algodón, plátano, camote y frutales. Durante muchos años, Tumbes fue el principal abastecedor de tabaco para el mercado nacional, hasta que se vio superado por algunos departamentos de la selva. Todavía sigue proporcionando, sin embargo, alrededor de los dos tercios de la cosecha peruana de tabaco, que se destina en buena medida a la exportación.
La agricultura se complementa con otras actividades del sector primario, como la pesca y la explotación forestal. El mar territorial de Tumbes y la zona de esteros cuentan con una gran cantidad de crustáceos, moluscos, cefalópodos y peces, que hacen de la pesca una actividad dinámica y rentable. De los bosques se obtiene principalmente carbón de palo, considerado como el mejor del Perú. Cuenta con ganado vacuno y caprino.
En toda la zona costera existen yacimientos de petróleo y en Zorritos funciona un complejo petrolífero dedicado básicamente a trabajos de refino. Sus principales recursos mineros como el petróleo y el gas. Además posee yacimientos de minerales no metálicos como carbón, bentonita, sal, yeso y alumbre.
Los atractivos turísticos de Tumbes son por igual naturales e históricos. El conjunto arquitectónico Cabeza de Vaca compite con el Santuario Nacional Manglares de Tumbes y el parque nacional Cerros de Amotape, dos bellos espacios protegidos. Aunque la región de Tumbes cuenta con diversas reservas naturales no todas son usadas adecuadamente por lo que su desempeño económico no ha logrado las expectativas quedando como la octava economía del país sin un crecimiento sostenible a pesar de que se dedica a la exportación y a la industria energética además de su creciente industria de turismo y hotelera que ha ganado entre los sitios más visitados del país.

## Atractivos turísticos

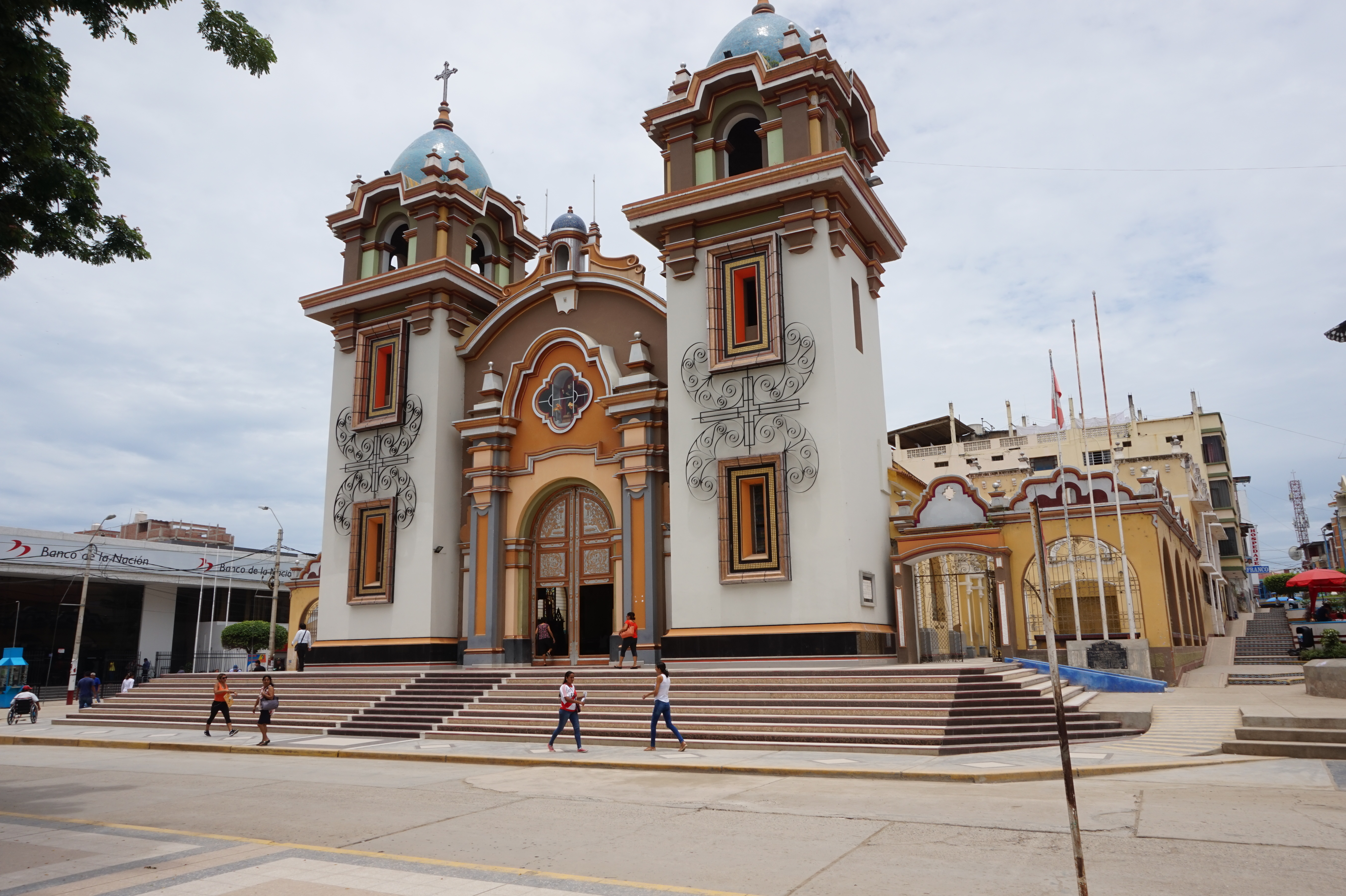
Iglesia de Tumbes.

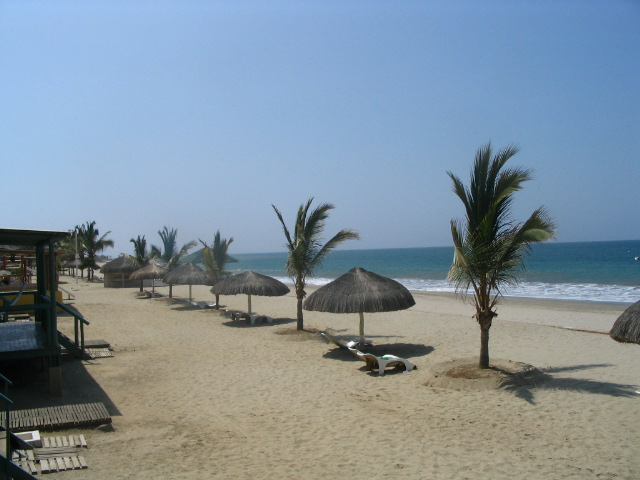

El mayor atractivo de la zona lo constituyen sus playas de aguas cristalinas (muchas de ellas propicias para la práctica de deportes acuáticos), limpias arenas, palmeras y sus impresionantes paisajes (manglares y esteros en el delta de los ríos Tumbes y Zarumillana).
Hacia el norte de la ciudad de Tumbes destacan las playas de Puerto Pizarro con sus islas del Amor, Correa, Hueso Ballena e Isla de los Pájaros. El paseo en botes de alquiler por sus esteros (ríos de poca corriente donde el agua de mar se mezcla con agua dulce) como La Chepa es bastante recomendado.
En dirección sur sobresalen las playas Caleta La Cruz, Puerto Loco, Santa Rosa, Acapulco y Zorritos (que cuenta con un puerto apto para recibir embarcaciones y yates de pesca mayor). Continuando por el sur se ubican Bocapán, Cancas y Punta Sal. Esta última posee una buena infraestructura hotelera y es una de las playas más atractivas del Perú.

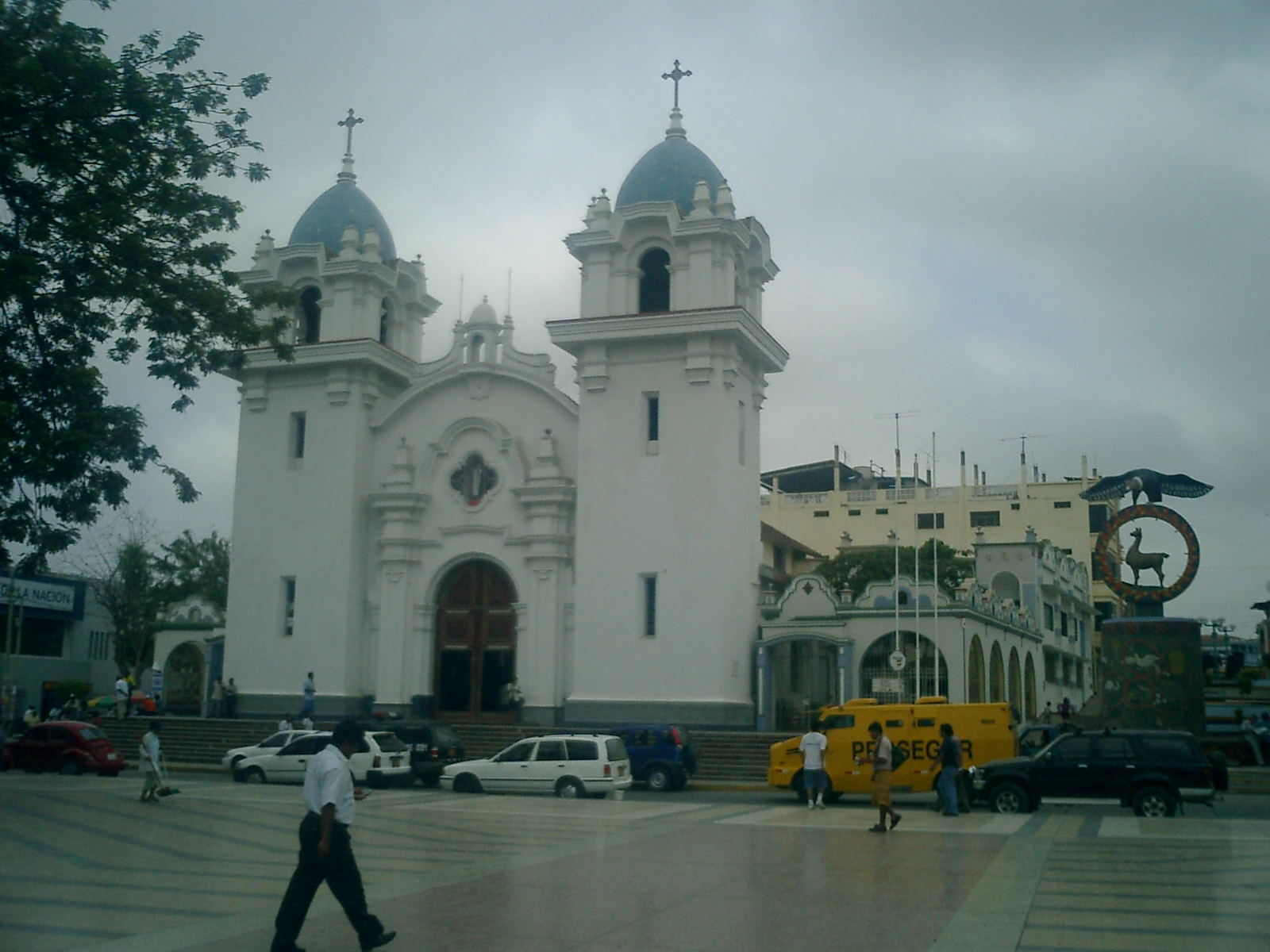
Vista desde la plaza mayor de Tumbes a la iglesia matriz San Nicolás de Tolentino.

Pero sus grandes atractivos son el Santuario Nacional Manglares de Tumbes y el parque nacional Cerros de Amotape, ambos conforman la Reserva de Biosfera de Tumbes, reconocida por la UNESCO.
En cuanto al parque nacional Cerros de Amotape, este alberga dos grandes ecosistemas: el Bosque Seco Ecuatorial (descrito por A. Brack) y en el que podemos hallar zorros, venados y diversos tipos de aves. También hallamos la zona de El Bosque Tropical del Pacífico (también consignada por A. Brack) en donde hallamos pumas, otorongos y diversas especies de monos. Es una ecosistema muy parecido a la Selva Alta.
Además el Área de Conservación Privada de Palo Santo, a solo 15 minutos de la ciudad de Tumbes donde según el geógrafo D. López Mazzotti podemos apreciar tanto las zonas de costa desértica como de manglares y con un excelente mirador de 15 m de alto.
Pero en Tumbes también tenemos arqueología como: Guineal, Rica Playa y Cabeza de Vaca. 
Además hay aguas termales como el tubo de agua en la Pampa de los Chivatos, agua que brota a 35 °C y expulsa el agua a 1 m de altura. También tenemos los baños de barro medicinal Hervideros a 5 km de Bocapán, con aguas a 30 °C fueron estudiados por Antonio Raimondi en 1882.

## Cultura

### Gastronomía
Entre los platos de entrada pueden mencionarse los ceviches de pescado, de conchas negras, de langostinos, coctel de cangrejos y langostinos, chicharrones de calamar, pionono de mariscos, caldo de bolas, chilcano y parihuela. Entre los platos especiales también se encuentran arroz con concha, arroz con marisco, sanguito de conchas negras, majarisco, seco de cabrito y tamales verdes.

### Folclore de Tumbes
Si bien no tiene danzas tradicionales que hayan persistido en el tiempo, la región cuenta con danzas que representan algún hecho social o histórico, es el caso de la Danza de la Pava que es una especie de tondero en ritmo de vals peruano, la danza del plátano que representa un hecho social agrícola, los "Guerreros Tumpis" que es una danza de género militar-guerrero que representa a los antiguos pobladores que libraron batalla contra la invasión española llegada en el siglo XVI a esta ciudad. También son populares las cumananas que vienen del mismo Tumbes y el vals peruano.

## Autoridades

### Regionales
- 2019 - 2022[15]
  - Gobernador Regional: José Antonio Alemán Infante del Movimiento Independiente Regional Faena.
  - Vicegobernador Regional: NA , del Movimiento Independiente Regional Faena.
  - Consejeros:

  1. Tumbes:
    - Antonio Manuel Espinoza Soriano (Movimiento de Inclusión Regional)
    - George Govver Díaz Cruz (Movimiento Independiente Regional Faena)
    - Johnson Alexis Santamaría Pupuche (Movimiento Independiente Regional Faena)
    - Ruddy Fiestas Girón (Partido Democracia Directa)

  2. Contralmirante Villar: Fredy Adalberto Boulangger Cornejo (Movimiento Independiente Regional Faena)
  3. Zarumilla:
    - Daniel Edgar Sanjinez Alarcón (Movimiento Independiente Regional Faena)
    - José Albino Ortiz Zárate (Partido Democracia Directa)

### Religiosas
- Vicario general de Tumbes: Pbro. Pedro Talledo Nizama[16]

## Festividades
Tumbes tiene muchas interesantes y culturales festividades, por ejemplo: la fiesta patronal, la Virgen del Perpetuo Socorro, homenaje al Señor de Chocán, homenaje al Señor de los Milagros, Señor Cautivo,   entre otras festividades